# De Blauwe Aanslag

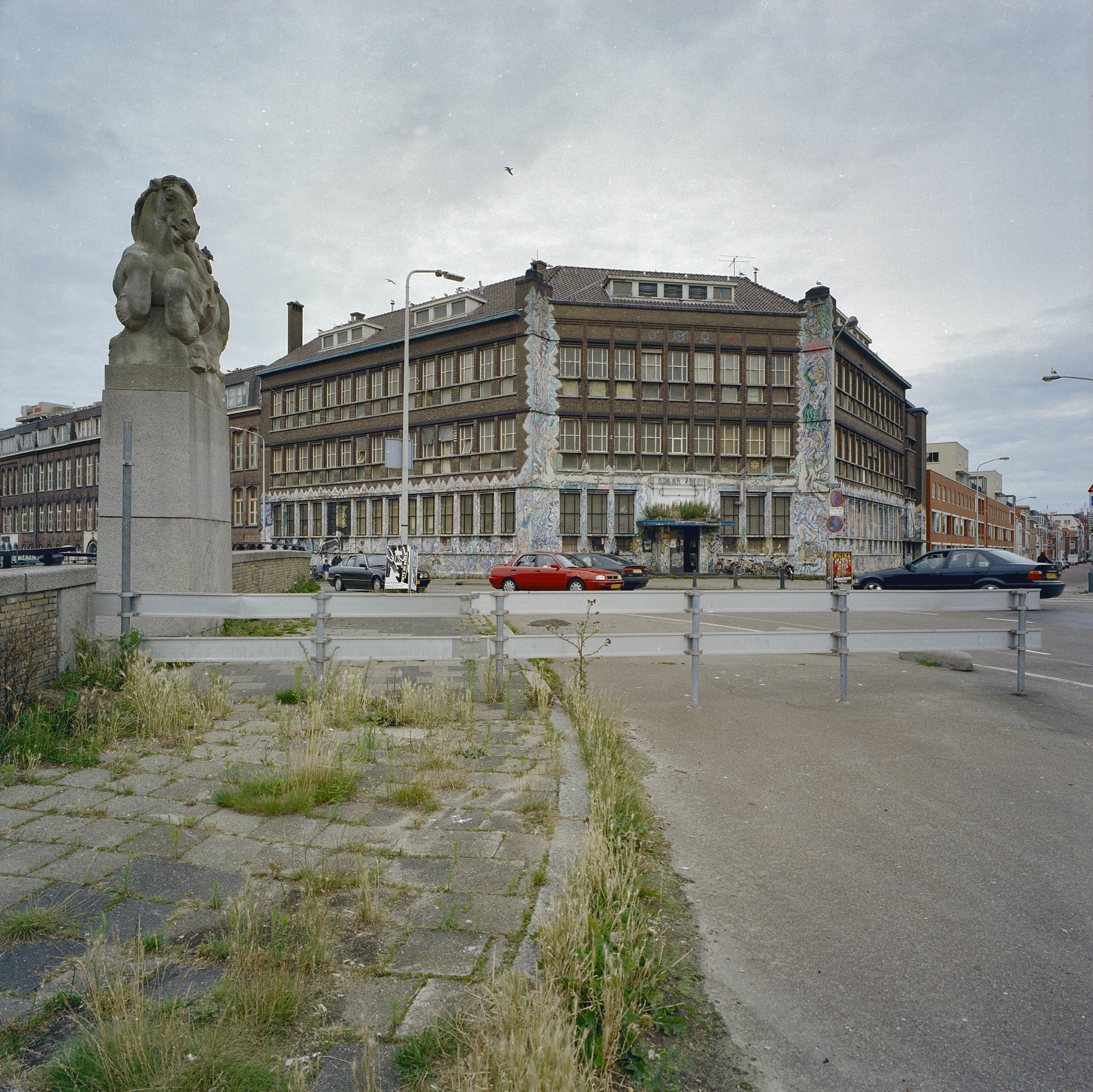
De Blauwe Aanslag in 2002

De Blauwe Aanslag (in de volksmond "de Blauwe") was een Haags kraakpand in een voormalig Rijksbelastingkantoor. De naam verwees naar de blauwe enveloppen waarin de Nederlandse Belastingdienst de belastingaanslagen verstuurt.

## Geschiedenis
Het pand was gelegen aan het Buitenom 212-216 langs de Singelgracht rond de Haagse binnenstad. Het oudste deel ervan was gebouwd in 1886 als de Plateelbakkerij Rozenburg, die in 1917 failliet ging. In 1918 werd het gebouw betrokken door de Postcheque- en Girodienst. In 1934 trok de Belastingdienst in het pand en werd er tevens een nieuw pand naast de oude bebouwing in gebruik genomen. In 1978 vertrok de Belastingdienst weer, waarna het gebouw leegstond.
Het werd gekraakt in 1980 op initiatief van buurtorganisaties en 200 Haagse krakers. Bij de volgens toenmalig wethouder Adri Duivesteijn "grootste onroerendgoedtransactie van Nederland" werd het pand daarna door de Rijksgebouwendienst overgedragen aan de gemeente, waarbij de bewoners en gebruikers konden blijven. In 1986 sloot de gemeente Den Haag een intentieovereenkomst met de Vereniging de Blauwe Aanslag om het pand te legaliseren en op te knappen. Tien jaar later wilde de gemeente de ernaast gelegen straat verbreden en het pand slopen. Na onderhandelingen en jarenlange rechtszaken werd een deal gesloten over een vervangend pand. De bewoners gingen in meerderheid akkoord met de aankoop van een vervangend pand op de Waldeck Pyrmontkade in Den Haag, maar een deel van de bewoners en gebruikers besloot zich te verzetten.
Op 3 oktober 2003 werd het pand door 450 politiemensen ontruimd. Er werden negentig personen aangehouden, van wie 57 in het gebouw en de tuin, en de rest op straat. Na de ontruiming is onmiddellijk met de sloop van het gebouw begonnen.
Na de ontruiming en sloop bleef het terrein jarenlang braakliggen. Op 6 november 2010 bezetten krakers uit protest hiertegen het terrein.